# La Basoche
La Basoche è un'opera comica in tre atti, con musiche di André Messager e parole di Albert Carré. L'opera è ambientata a Parigi nel 1514 e raffigura le complicazioni che sorgono quando il "re" eletto della corporazione studentesca, i Basoche, viene scambiato per re Luigi XII di Francia.
L'opera fu rappresentata per la prima volta all'Opéra-Comique di Parigi nel 1890. Presto seguirono produzioni in Europa continentale, Gran Bretagna e Stati Uniti. In seguito il pezzo venne ripreso ripetutamente in Francia e altrove fino al XX secolo.

## Storia e prime produzioni
Negli anni ottanta del XIX secolo André Messager aveva avuto fortune alterne. La sua opera La fauvette du temple (1885) e l'opéra comique La Béarnaise (1885) hanno funzionato bene, e il suo balletto Les deux pigeons (1886) è stato un trionfo al botteghino. Dalla fine del 1880 però il successo gli sfuggì e ebbe tre fallimenti di seguiton dati dalle seguenti opere: Le bourgeois de Calais (1888), Isoline (1888) e Le mari de la reine (1889). Albert Carré, dopo una carriera di successo come attore, si era dedicato alla gestione del teatro e dal 1885 era stato direttore del Théâtre du Vaudeville. I due uomini erano amici da una vita e avevano già collaborato una volta, a Les Premières armes de Louis XV (1888), una versione rivista di un'opera di Firmin Bernicat.
Il Basoche del titolo era un'antica corporazione parigina degli impiegati di legge, che dal 1303 fino a quando fu abolita nel 1791 durante la rivoluzione francese era in una certa misura uno stato nello stato, eleggendo il proprio re e regolando i propri affari. La Basoche fu rappresentata per la prima volta all'Opéra-Comique di Parigi (poi in residenza temporanea alla Salle du Théâtre Lyrique), il 30 maggio 1890 e ebbe una corsa iniziale di 51 notti.

## Ruoli
| Ruolo                                                   | Tipo di voce | Cast di Premiere Il 30 maggio 1890 (Direttore : Jules Danbé) |
| ------------------------------------------------------- | ------------ | ------------------------------------------------------------ |
| Clément Marot, membro dei Basoche, 19 anni              | baritono     | Gabriel Soulacroix                                           |
| Le Duc de Longueville                                   | baritono     | Lucien Fugère                                                |
| Jehan L'Éveillé, membro dei Basoche, 20 anni            | tenore       | Ernest Carbonne                                              |
| Mastro Guillot, proprietario della locanda Plat-d'Etain | tenore [n 1] | Barnolt                                                      |
| Roland, studente, membro della Basoche                  | basso        | César Bernaert                                               |
| Luigi XII, re di Francia                                | tenore       | - Maris                                                      |
| Cancelliere della Basoche                               | tenore       | - Thierry                                                    |
| King's Equerry                                          | baritono     | Étienne Troy                                                 |
| Il gran prevosto                                        | baritono     | - Lonati                                                     |
| Guardiano notturno                                      | baritono     | - Lonati                                                     |
| Marie d'Angleterre (Maria, principessa d'Inghilterra)   | soprano      | Lise Landouzy                                                |
| Colette, la moglie di Clément                           | soprano      | Marie Molé-Truffier                                          |
| Prima ragazza                                           | soprano      | Jeanne Leclerc                                               |
| Seconda ragazza                                         | mezzosoprano | - Nazem                                                      |
| Coro: cittadini, ragazze, impiegati                     |              |                                                              |

Fonti: Libretto e partitura vocale.

## Trama
L'azione si svolge a Parigi nel 1514. Nel 1303, il re Filippo IV aveva permesso agli studenti di Parigi di formare una corporazione chiamata "La Basoche". La gilda continuò per quasi cinquecento anni. Il capo di "La Basoche", eletto ogni anno, assumeva il titolo di "Re" e otteneva il diritto ad indossare la corona e il mantello reali. Nell'opera, lo studente Clément Marot venne eletto re dei Basoche e venne scambiato per Luigi XII, re di Francia.

### Atto I

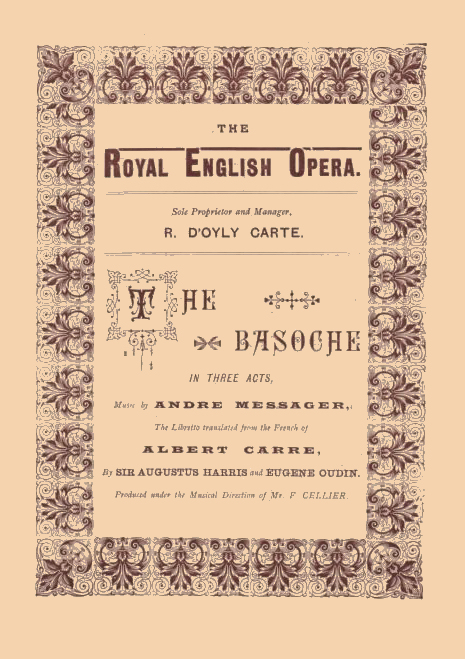
Programma per la prima produzione londinese, 1891

Una piazza vicino allo Châtelet, sulla destra la taverna du Plat d'Etain. Il giorno dell'elezione del re dei Basoche.
Clément Marot si propose come candidato contro il pedante Roland (in una poesia "Oui, de rimes je fais moisson"). Poiché il re dei basochiani deve essere scapolo, Clément nascose l'esistenza di una moglie, Colette, che lasciò a Chevreuse . Quando poi Clément arriva a Parigi fa finta di non conoscerla, ma segretamente le dice che presto la raggiungerà. Si fa assumere alla taverna, dove il giorno successivo il vedovo Luigi XII riceverà la sua nuova giovane moglie, la principessa Maria d'Inghilterra, sorella di Enrico VIII. Maria ora arriva in incognito, travestita da normanna, accompagnata dal duca di Longueville . Quando arriva la processione del re dei Basoche, Colette considera Marot come il vero re, mentre Maria pensa che l'uomo sia suo marito.

### Atto II
Sera - una grande sala nella taverna Plat d'Etain.
Mentre gli impiegati fanno festa, e Roland spera di smascherare Marot e sua moglie, Colette, al lavoro, sogna la sua vita futura come regina. In un duetto, sia Mary che Colette dichiarano il loro amore per il "re". Il duca ritorna dal palazzo reale dove ha annunciato l'arrivo di Maria, che lo manda a chiedere che il "re" la assista a cena, e poi se ne va per prepararsi a riceverlo. Marot riafferma il suo amore per Colette, ma Mary ritorna e vede quello che lei pensa debba essere suo marito; Colette comincia a servirgli la cena.
La festa di Roland fu interrotto dopo la rivelazione del matrimonio esistente di Marot, dove Mary dice di essere la moglie del re e pure il duca dice di essere la moglie di Mary. Dopo che tutti gli altri furono andati, arrivò l'entourage del re, solo per farli ricevere da Colette e per scortarla all'Hôtel des Tournelles .

### Atto III
L'Hôtel de Tournelles
Luigi XII saluta Colette, che non può credere che il vecchio sia suo marito. Credendo di essere stato ingannato, il re decide di mandare Longueville e Colette in Inghilterra; da solo, il duca pensa che la giovane donna lo ami. Il corteo dei Basoche passa vicino al palazzo, e le due donne capiscono chi era il loro "re". Colette si consola con l'idea di riavere Clément. Mary è delusa, trovando il falso re più affascinante di quello vero.
Il duca si rende conto di quello che è successo e vuole che Marot venga arrestato, ma invece venne imprigionato Roland, ora re dei Basoche. Convinto di essere condannato all'impiccagione, Marot fa le sue dichiarazioni d'addio, ma invece viene perdonato da Louis che gli permette di lasciare Parigi con Colette, mentre Louis sposa Mary.

## Numeri musicali
Atto I
- introduzione
- "C'est aujourd'hui que la Basoche" ("Oggi i Basoche" - Ensemble)
- "Je suis aimé de la plus belle" ("Sono amato dalla più bella" - Clément)
- "En attendant l'heure de la bataille" ("Fino al momento della battaglia" - Guillot)
- "Quand tu connaîtras Colette" ("Quando conosci Colette" - Clément)
- "Midi, c'est l'heure qui nous ramène" ("Mezzogiorno, è l'ora che ci riporta indietro" - Coro)
- "Volage? Lui? Clemente?" ("Volubile? Lui? Clemente?" - Colette)
- "Bonjour ami" ("Ciao amico" - Colette, Clément, Roland, L'Eveillé, Chorus)
- "Dans ce grand Paris" ("In questa grande Parigi" - L'Eveillé)
- "Nous reposer? C'est impossible Altesse "(" Riposo? È impossibile, altezza "- Longueville, Marie)
- "Trop lourd est le poids du veuvage" ("Il peso della vedovanza è troppo pesante" - Longueville)
- Finale I "Vive le Roi!" ("Lunga vita al Re!" - Coro, Clément, Marie, Guillot, Colette)

Atto II
- "A vous, belles maîtresses" ("A voi, belle amanti" - Coro)
- "Voici le guet qui passe" ("Ecco l'orologio in parata" - Ensemble)
- "Si, de la souveraineté" ("Se, sovranità" - Marie, Colette)
- "Ah! Colette, c'est toi?" ("Ah! Colette, sei tu?" - Clément, Colette)
- "Un tavolo! Auprès de moi" ("Al tavolo! Vicino a me" - Marie, Clément, Colette)
- "Eh! Que ne parliez-vous?" ("Eh! Cosa dici?" - Longueville)
- "Il faut agir adroitement" ("Dobbiamo agire con destrezza" - Ensemble)
- "Nous accourons, au lever du soleil" ("Fuggiamo, all'alba" - Ensemble)

Atto III
- "Jour de liesse et de réjouissance" ("Giorno di giubilo e celebrazione" - Coro, Louis, equerry)
- "En honneur de notre hyménée" ("In onore del nostro matrimonio" - Colette, Louis)
- "Elle m'aime" ("Lei mi ama" - Longueville)
- Romance e trio (Marie, Longueville, Colette)
- "A ton amour simple et sincère" ("Un amore semplice e sincero" - Clément)
- Finale III "Arrêtez! S'il s'agit d'être pendu" (Stop! Se deve essere impiccato "- Ensemble)

## Revival e adattamenti
La Basoche è stata ripresa all'Opéra-Comique fino alla seconda guerra mondiale ed è stata rappresentata altre 150 volte con Jean Périer e André Baugé che interpretano Clément Marot e Lucien Fugère che ripete il ruolo del duca. Lo stesso Messager diresse le produzioni del 1900, 1902 e 1919 all'Opéra-Comique; i revival successivi furono condotti da Gustave Cloëz e Albert Wolff. Nel 1908 l'opera entrò nel repertorio del Théâtre de la Gaîté di Parigi, il cui cast comprendeva Baugé, Edmée Favart e Fugère e vi fu ripresa nel 1927. Fu presentato al Théâtre de la Porte-Saint-Martin nel 1934 sotto la direzione di Maurice Lehmann con Baugé e Yvonne Brothier.
La Basoche ricevette produzioni in lingua francese a Bruxelles nel 1890 e Ginevra nel 1891. Fu tradotta in tedesco ed eseguita come Die zwei Könige il 19 ottobre 1891 allo Stadttheater di Amburgo e come Die Basoche il 29 ottobre 1891 al Friedrich-Wilhelm-Städtisches Theater di Berlino.

L'opera fu presentata in inglese come The Basoche a Londra nel 1891, in una traduzione inglese di Augustus Harris (dialoghi) ed Eugène Oudin (testi) alla Royal English Opera House di Richard D'Oyly Carte. Carré e Messager erano presenti alla serata inaugurale e hanno risposto al sipario insieme al direttore, François Cellier. Il cast di Londra è stato:
- Clément Marot – Ben Davies
- Duc de Longueville – David Bispham
- Jehan L'Éveillé – Charles Kenningham
- Master Guillot – John Le Hay

- Roland – Charles Copland
- Louis XII – W. H. Burgon
- Chancellor of the Basoch – Frederick Bovill
- King's equerry – Wilson Sheffield

- Grand provost – Walter Uridge
- Nightwatchman – Godwin Hunt
- Jacquet – David Cowis
- Royal page – Carrington

- Marie d’Angleterre – Esther Pallise
- Colette – Lucile Hill
- Jeanette – Esmé Lee
- Clarice – Kate Vito

Il pezzo ha ricevuto elogi eccezionalmente alti dalla critica londinese, ma non è stato un grande successo al botteghino. Fu eseguita 61 volte, dal 3 novembre 1891 al 16 gennaio 1892. Quando Carte ritirò il pezzo, diversi critici di giornali, tra cui Bernard Shaw in The World, condannarono il pubblico britannico per non aver appoggiato un'opera così eccezionale. La fede di Carte nel compositore lo portò alla produzione della Mirette di Messager nel 1894.
Una versione americana, in una nuova traduzione di Madeleine Lucette Ryley, con suo marito JH Ryley come Duca, fu prodotta dalla James C.Duff Opera Company all'Auditorium Theatre di Chicago il 2 gennaio 1893 e dal Casino Theatre il 27 febbraio 1893 per una corsa di due settimane a Broadway. Dirigeva Gustave Kerker. Il critico del New York Times affermò che "per la musica, si possono pronunciare calorose parole di elogio", ma ha pensato che il genere fosse "troppo sconosciuto sul palcoscenico locale" e Ryley inadatto alla parte, "non così divertente come si sarebbe potuto desiderare."
Più recentemente, l'opera è stata rappresentata a Monte Carlo nel 1954, con un cast che include Denise Duval e Pierre Mollet, diretti da Albert Wolff, e al Casinò di Enghien-les-Bains nel 1958 con Willy Clément, diretto da Jésus Etcheverry.

## Critica
Rivedendo la produzione originale, Les Annales du théâtre et de la musique la critica commentò che il libretto di Carré era abbastanza buono da essere presentato come un'opera teatrale, senza musica, ma che la partitura di Messager era superiore- "leggera e vivace"- ed aveva tutto il necessario per mantenere un posto nel repertorio dell'Opéra Comique. Il critico di Le Ménestrel elogiò l'immaginazione di Carré, pur trovando nel brano un eccesso di fantasia e qualche costruzione sciolta; pensava che Messager avesse composto una partitura maggiore, di cui il primo atto conteneva la musica migliore. In La Nouvelle Revue, il critico Louis Gallet ha elogiato la finezza, la delicatezza e lo spirito della colonna sonora, e ha sperato che il successo del pezzo avrebbe incoraggiato l'Opéra-Comique a promuovere ulteriori opere comiche, un genere che aveva trascurato negli ultimi tempi. I critici londinesi furono schietti nel lodare l'opera. The Era ha detto: "Il Basoche più che un successo; è un trionfo ... l'opera comica più artistica e bella a cui la scena moderna abbia assistito da anni". The Observer, come The Era e The Times, predisse un periodo eccezionalmente lungo per il lavoro; il suo revisore ha commentato che la partitura ha mostrato Messager come "un maestro della sua arte - dotato del dono della melodia e guidato da un gusto raffinato". Il Times considerava l'opera "un'opera di grandissima bellezza e fascino", sebbene il suo recensore stuzzicasse Messager su alcuni passaggi vistosamente wagneriani in cui "l'influenza di Die Meistersinger si fa sentire in misura quasi assurda".Il Daily Telegraph ha commentato che il compositore aveva un dono raro e che "l'intenditore può ascoltare La Basoche per il fascino della sua borsa di studio, e il frequentatore medio dell'opera può apprezzarlo per la sua melodia".
Il compositore Henry Février nel suo André Messager: Mon Maître, Mon Ami (1948) definisce La Basoche come "l'ultima delle grandi opere comiche francesi del XIX secolo" ("le dernier des grands opéras-comiques français du XIX siècle") e la considera come l'opera di massima importanza non solo nella carriera di Messager ma nella storia del teatro musicale francese. Gervase Hughes nel suo studio del 1962 sull'operetta considera l'opera come il capolavoro del compositore. Nel 1995 il critico musicale del Times, John Higgins, giudicò La Basoche "ispirato" e - nonostante "una trama squallida che coinvolge i reali britannici" - "uno dei pezzi più importanti di Messager".

## Registrazioni e trasmissioni
Vari estratti furono registrati negli anni '20 e '30 (inclusi alcuni di Fugère). Un'esecuzione completa della colonna sonora fu trasmessa dalla BBC nel 1930 utilizzando la versione inglese di Harris e Oudin, con un cast guidato da Maggie Teyte e Frank Titterton, diretto da Percy Pitt. Una trasmissione radiofonica francese completa del luglio 1960, con Nadine Sautereau, Camille Maurane, Irène Jaumillot e Louis Noguéra, diretta da Tony Aubin, fu successivamente pubblicata su CD. Estratti estesi furono registrati nel 1961, con Liliane Berton, Nicole Broissin, Henri Legay e Michel Dens, diretti da Jacques Pernoo.